# Černá armáda (Uhersko)

Vlajka Černé armády

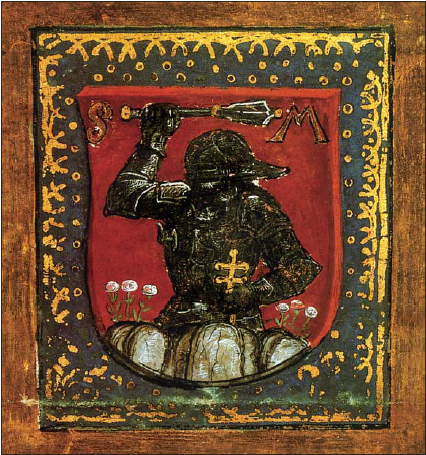
Rytíř Černé armády

Černá armáda (maďarsky Fekete sereg), nazvaná pravděpodobně podle černě zbarvené zbroje jejího vrchního velitele Jana Hanuše Haugvice z Biskupic, často nazývaná také jako Černá rota nebo Černá legie, jsou názvy pro pozdně středověké uherské žoldnéřské vojsko ve službách krále Matyáše Korvína. Zrod tohoto žoldnéřského vojska započal už za vlády jeho otce Jánose Hunyadiho kolem roku 1440, ovšem s myšlenkou zavedení stálé profesionální žoldnéřské armády přišel až Matyáš Korvín, čímž se pravděpodobně inspiroval ze svého mládí, když četl o životě římského vojevůdce Julia Caesara. Žoldnéřské vojsko existovalo mezi lety 1458 až 1494. Oproti jiným vojskům byla Černá rota stálou profesionální žoldnéřskou armádou, se kterou Matyáš dosáhl mnoha vítězství a úspěchů, když v rakousko-uherské válce proti císaři Fridrichu III. dobyl velkou část Rakouska, včetně hlavního města Vídně v roce 1485, a v česko-uherské válce více než polovinu ze Zemí Koruny české (Moravu, Slezsko a obě Lužice). Dalšího vítězství dosáhl Matyáš s Černou armádou nad Osmanskými Turky roku 1479.

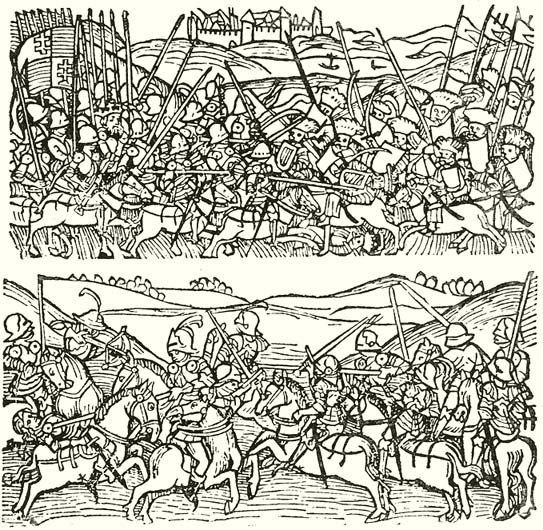
Osmansko-uherské války – Černá armáda válčí s Osmanskými Turky

Matyáš rozpoznal důležitost a klíčovou roli pěchotních palných zbraní, jež následně významně přispěly k efektivitě a úspěchům. Zhruba každý čtvrtý příslušník Černé armády byl vybaven arkebuzou, což bylo v té době neobvyklý poměr. Jen vysoká cena střelného prachu ve středověku jim bránila v tom, aby byl tento počet ještě víc navýšen. Dokonce i po desetiletí po rozpadu Černé armády, na přelomu 16. století, asi jen 10 % vojáků západoevropských armád používalo palné zbraně. Hlavními složkami Černé armády byly pěchota, dělostřelectvo a lehká i těžká jízda. Funkce těžkého jezdectva měla chránit lehkou obrněnou pěchotu a dělostřelectvo, zatím co ostatní sbory dodávaly nepřátelům sporadické, překvapivé útoky. V počátcích se jádro armády skládalo z 6 000–8 000 žoldnéřů. V roce 1480 se počet pohyboval mezi 15 000 a 20 000, nicméně na velké vídeňské vojenské přehlídce v roce 1485 dosáhla Černá rota počtu až 28 000 mužů (20 000 jezdců a 8 000 pěšáků). Vojáci pocházeli z různých zemí a národů, byli mezi nimi především Češi, Bavoři, Srbové, Poláci, Chorvati a od roku 1480 také Maďaři. Černá armáda byla také mnohem větší žoldnéřskou armádou, než jakou měl v té době k dispozici francouzský král Ludvík XI., jediné další stálé profesionální armády v Evropě.
Smrt krále Matyáše Korvína znamenala i konec pro Černou armádu. Uherský parlament prosadil snížení daňového zatížení o 70–80 % na úkor obranyschopnosti země, takže nově zvolený král Vladislav Jagellonský nebyl schopen pokrýt náklady na armádu. Po rozpadu Černé armády maďarští magnáti rozpustili mimo jiné i systémy státní správy a byrokracii po celé zemi. Obrana země se celkově zhoršila, když i pohraniční stráž a hradní posádky přišly o své příjmy, pevnosti upadly do havarijního stavu a volání po navýšení daní pro posílení obrany nebylo vyslyšeno.

## Výzbroj

typická výzbroj
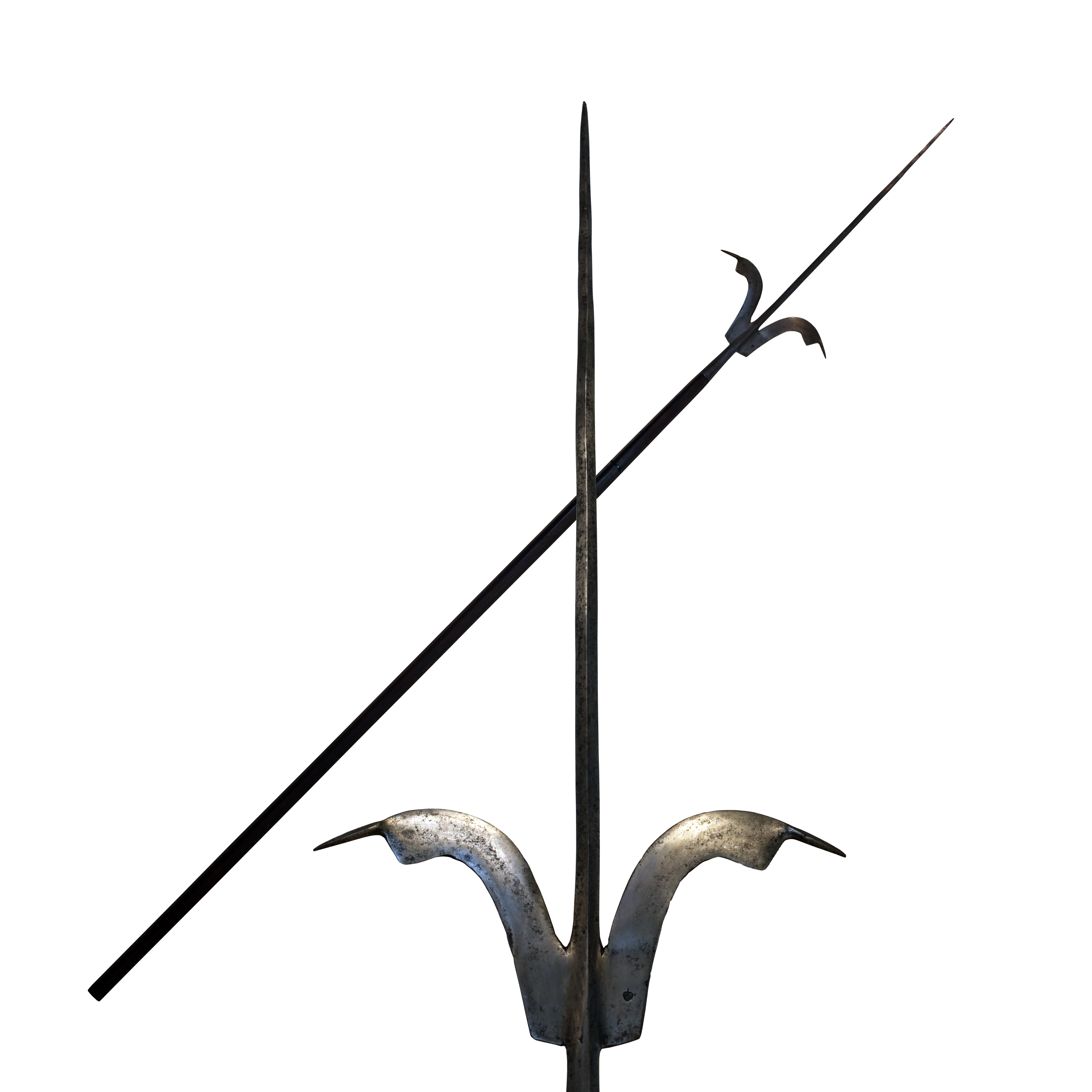
corseque
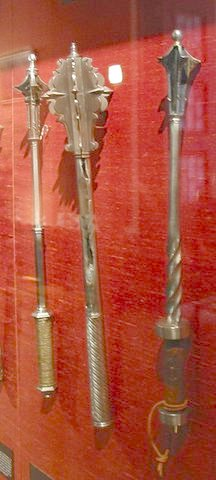
palcáty
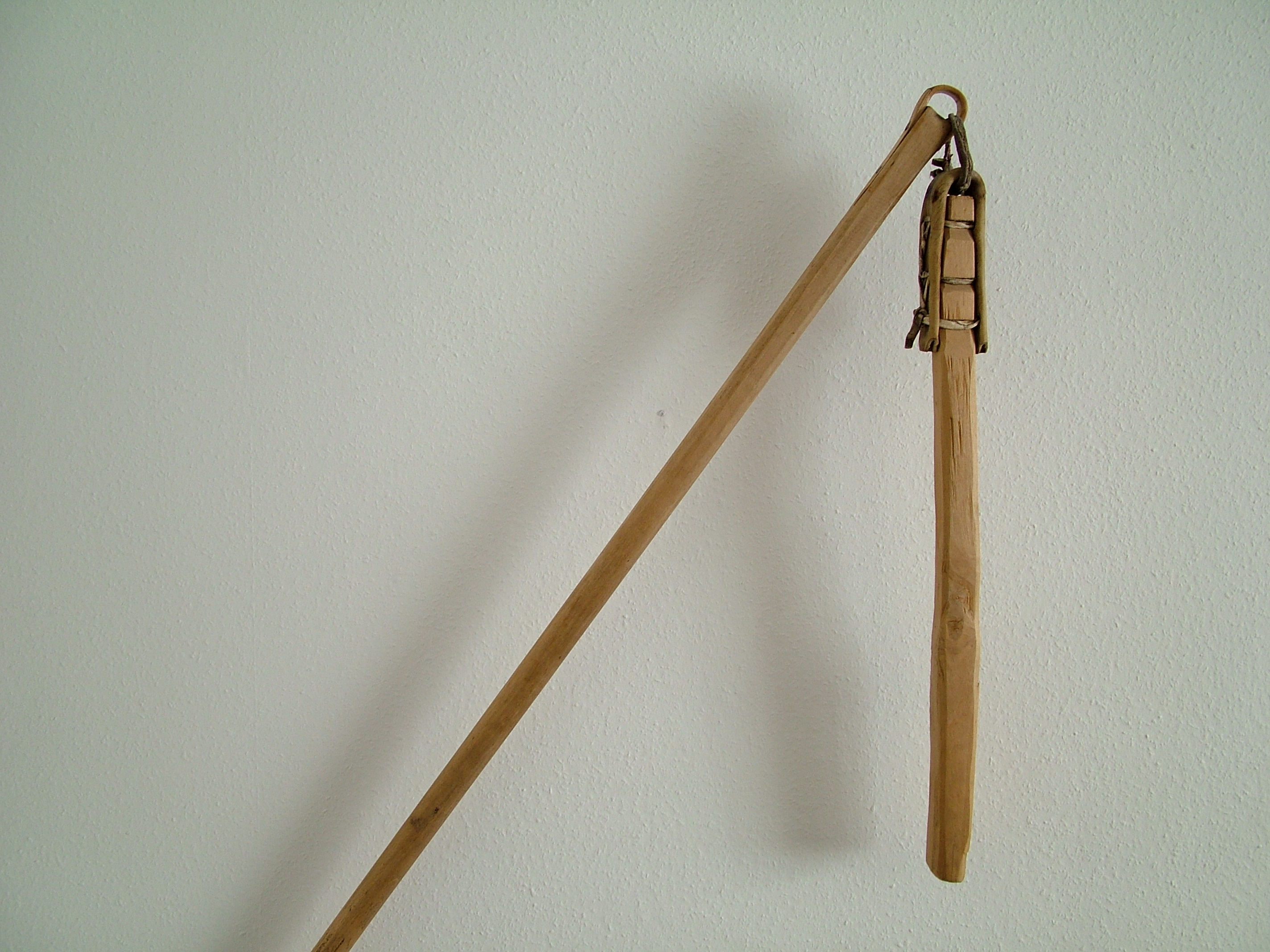
cepy
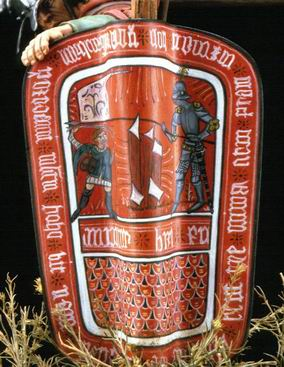
štít pavéza
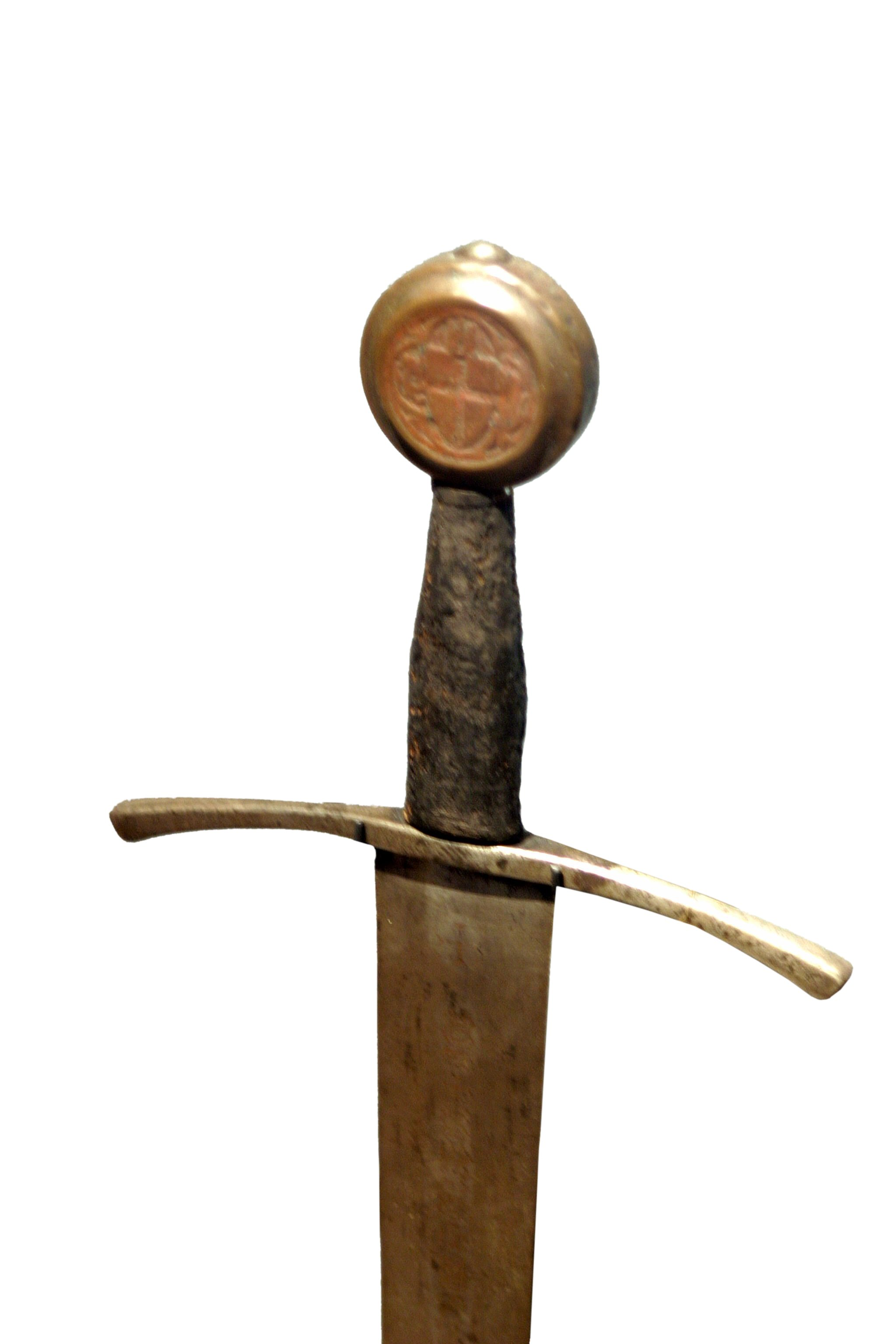
meče
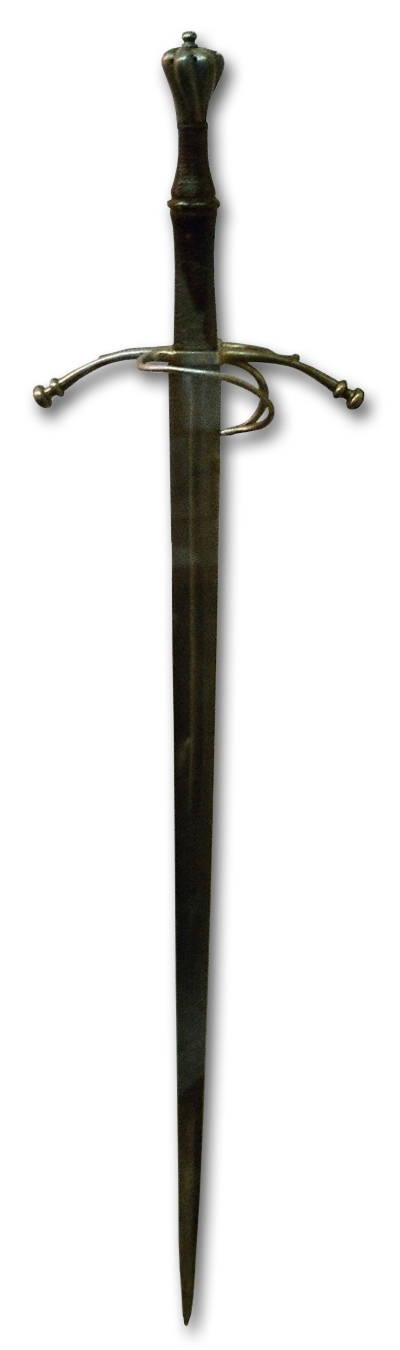
jedenapůlruční meč
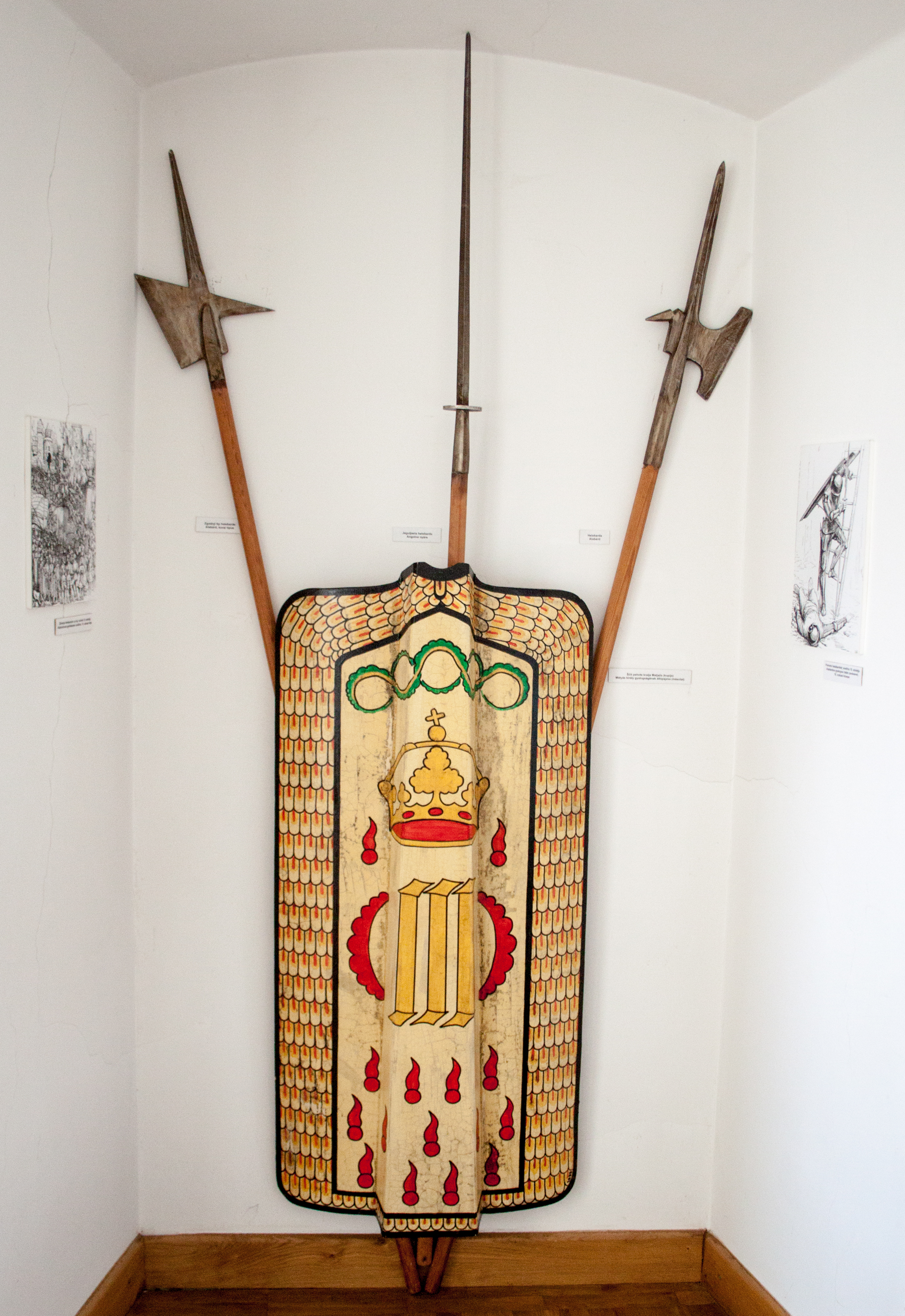
pavéza a halapartny
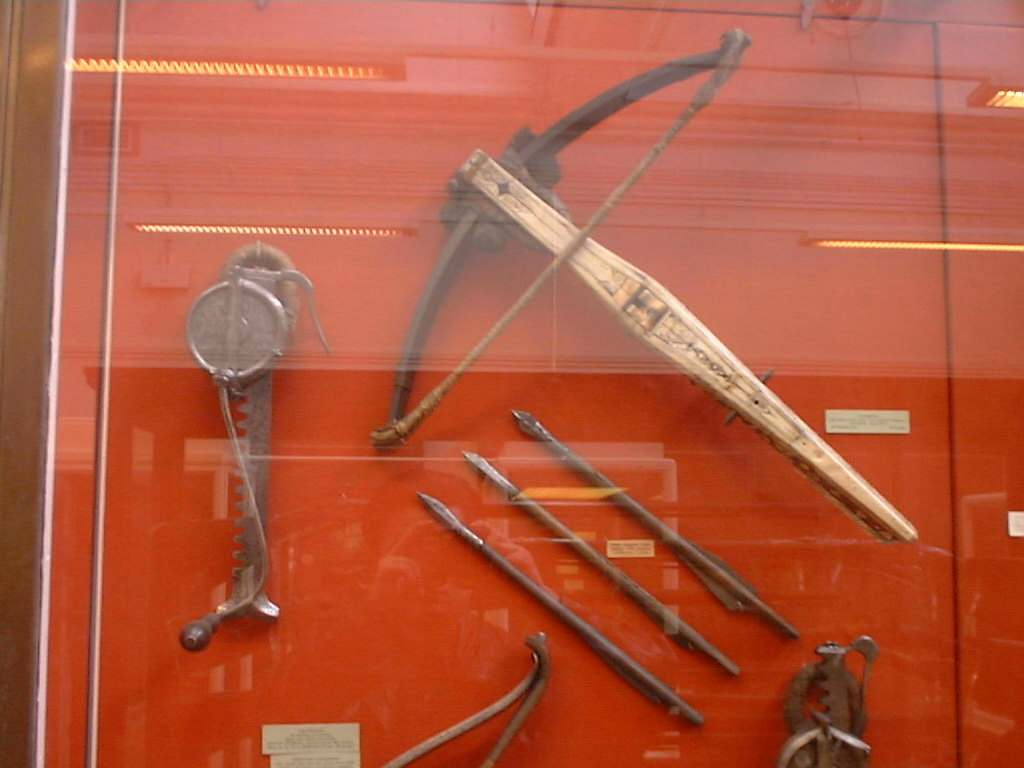
kuše
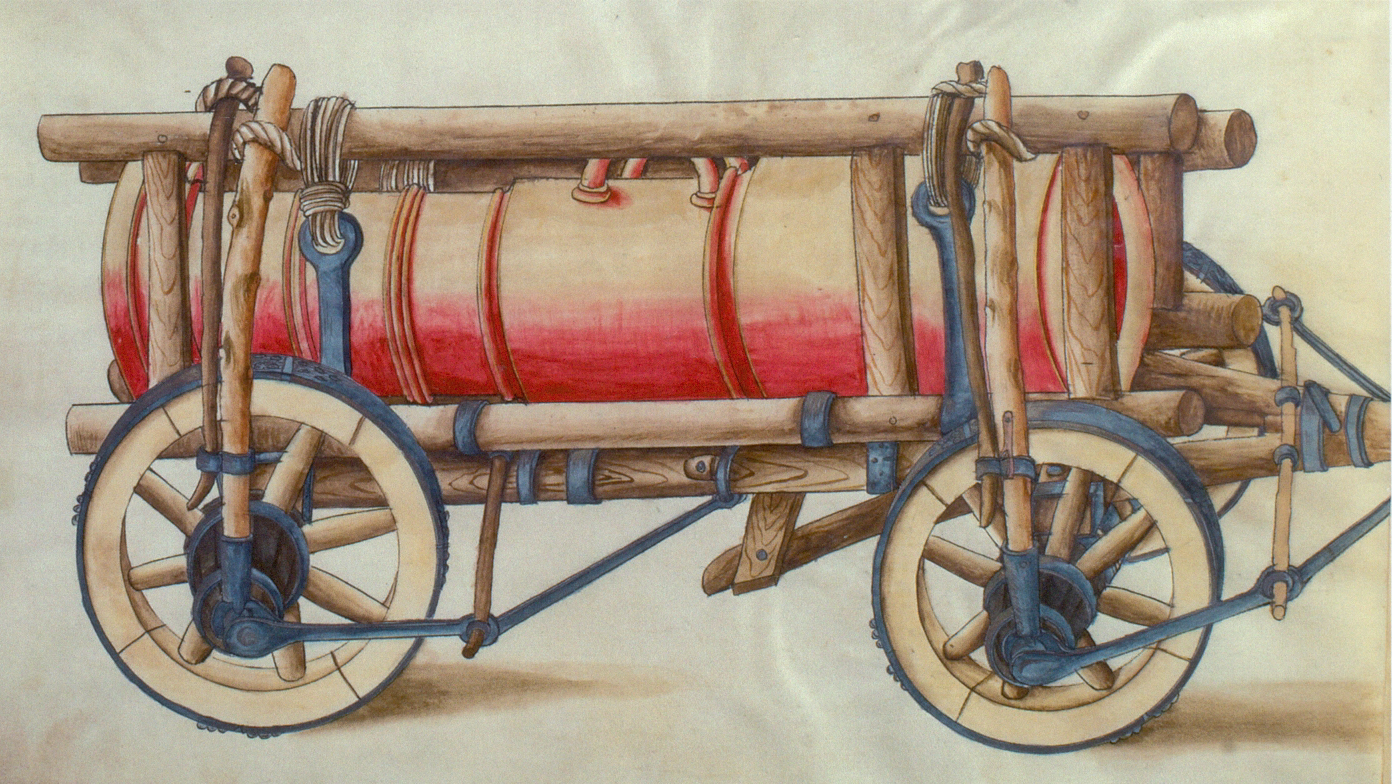
Nákres děla, jehož autorem je Jörg Kölderer